# 헬렌 빈슨

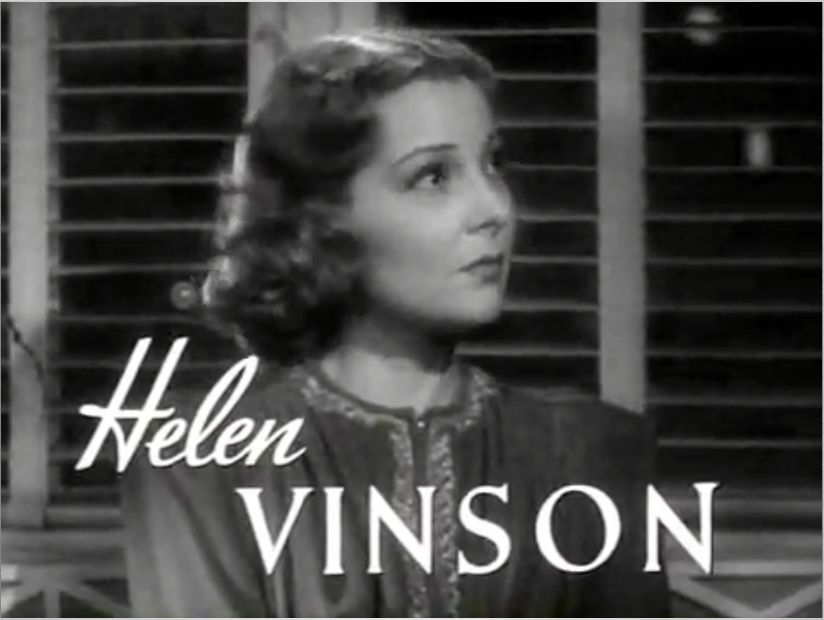

헬렌 빈슨(Helen Vinson, 1907년 9월 17일 ~ 1999년 10월 7일)은 미국의 배우, 연극 배우, 영화배우이다.
보몬트에서 태어났으며 채플힐에서 사망하였다.

## 영화
- 비욘드 투마로우 (1940년)
- 프라이빗 월드 (1935년)
- 웨딩 나이트 (1935년)
- 캡틴 헤이트 더 씨 (1934년)
- 더 파워 앤 더 글로리 (1933년)
- 미드나잇 클럽 (1933년)
- 쥬얼 라버리 (1932년)
- 나는 탈옥수 (1932년)